# Sprachgefühl
Als Sprachgefühl bezeichnet man das intuitive, unreflektierte und unbewusste Erkennen dessen, was sprachlich als korrekt (in Wortwahl und Grammatik) bzw. als (situativ und kontextuell) angemessen oder aber als falsch bzw. unangemessen empfunden wird. Geprägt wird es insbesondere im Zuge des Erwerbs der Muttersprache, wobei Herkunft, soziales Umfeld und Bildung und die entsprechenden sprachlichen Erfahrungen des Kindes eine maßgebliche Rolle spielen. Durch intensive sprachliche Erfahrungen in der alltäglichen (auch medialen) Kommunikation, wozu auch literarische und andere Leseerfahrungen gehören, kann das Sprachgefühl aber auch in späteren Jahren trainiert und modifiziert werden.

## Die Entwicklung von Sprachgefühl in der Muttersprache
Der Erwerb der Muttersprache geschieht von Anfang an in einer ständigen Auseinandersetzung des Kindes mit seiner Umwelt. Es lernt einerseits, sich als Individuum in diese Umwelt einzupassen, andererseits sprachlich so auf diese einzuwirken, dass seine wechselnden und wachsenden Bedürfnisse befriedigt werden. Im Zuge dieses Sozialisationsprozesses verarbeitet es begrifflich die für ihn relevanten Ereignisse dieser Umwelt, zu denen auch die Interaktion in sprachlichen Kommunikationsprozessen gehört. 
Nach den Ansichten des Konstruktivismus konstruiert ein Kind so unbewusst sein individuelles System der Regelhaftigkeiten seiner Muttersprache. Das Ergebnis dieser Konstruktionen wird in der Sprachwissenschaft als „kommunikative Kompetenz“ bezeichnet, das intuitive Bewusstsein davon als „Sprachgefühl“.
Dass muttersprachliche Sprecher Entscheidungen im Bereich der Grammatik und der Wortwahl im Allgemeinen spontan und vor allem auch mit großer Übereinstimmung treffen, ist letztlich das Ergebnis des vieltausendjährigen Evolutionsprozesses des Menschen.

## Sprachgefühl und sprachliche Norm
Tendenziell ist das Sprachgefühl konservativ; es empfindet die Übereinstimmung mit den gelernten und vertrauten sprachlichen Normen als besonders verständlich und treffend, das Abweichende als irritierend und unklar oder unverständlich. Eine bewusste Auseinandersetzung mit Sprache und den Erwartungen ihrer Sprecher stellt die Sprachkritik dar, die in der Regel dazu neigt, auf dem Herkömmlichen zu beharren, und die Literatur, zu deren Mitteln auch der absichtsvolle Verstoß gegen sprachliche Normen gehört.

## Sprachgefühl in der Linguistik
Entsprechend der obigen Definition findet die Diskussion des Begriffs „Sprachgefühl“ vor allem in den linguistischen Disziplinen Soziolinguistik und Psycholinguistik statt. Dabei macht die einschlägige Fachliteratur deutlich, dass Sprachgefühl kaum objektivierbar ist. Allerdings befasst sich die Semantik seit den 1980er Jahren mit dem Phänomen der Unschärfe sprachlicher Phänomene (Begriffe, Äußerungen) und leistet so auch einen Beitrag zur Erklärung des Phänomens des „Sprachgefühls“.